# Griffelkunst-Vereinigung Hamburg
Die Griffelkunst-Vereinigung Hamburg e. V. (Eigenschreibweise: griffelkunst) ist ein Kunstverein in Hamburg-Uhlenhorst, der 1925 von Johannes Böse im Zuge der Kunsterziehungsbewegung gegründet wurde.
Ziel des Vereins ist zum einen die Bewahrung traditioneller Techniken wie Radierung, Lithografie oder Holzschnitt und Nutzung moderner Vervielfältigungsmethoden wie Inkjet oder Pigmentdruck für die Pflege und Erhaltung des immateriellen Kulturerbes Druckgrafik.
Zum anderen soll den rund 4.500 Mitgliedern durch den Besitz von erschwinglicher Originalgrafik die Auseinandersetzung mit Kunst über den Besuch einer Ausstellung oder Galerie hinaus ermöglicht werden. Sie können mehrmals im Jahr Druckgrafik zeitgenössischer Künstler und historischer Photoeditionen erwerben. Aufgrund der günstigen Preise für die Arbeiten zum Teil namhafter Künstler ist das Interesse an einer Mitgliedschaft so groß, dass die Aufnahme in den Verein erst nach mehreren Jahren Wartezeit möglich ist.

## Gründung
Die Griffelkunst-Vereinigung wurde 1925 von dem Hamburger Volksschullehrer Johannes Böse gegründet. Böse kam aus der kunstpädagogisch stark engagierten Hamburger Lehrerschaft, auf die das Wirken von Alfred Lichtwark zu Beginn der 1900er Jahre an der Hamburger Kunsthalle großen Einfluss ausgeübt hatte. Lichtwark wollte die Kunst dem Bürger näher bringen und versuchte über die von ihm ins Leben gerufene Gesellschaft für Hamburgische Kunstfreunde eine Edition preiswerter graphischer Blätter zu realisieren. Diese Konzeption nahm Böse auf und gründete die Griffelkunst-Vereinigung Hamburg-Langenhorn, die in der Volksschule Hamburg-Langenhorn, heute Fritz-Schumacher-Schule, domizilierte.
Die Mitglieder waren anfangs hauptsächlich Bewohner der Langenhorner Fritz-Schumacher-Siedlung. Noch 1929 waren von den 250 Mitgliedern mehr als die Hälfte Mieter der Siedlung. Anfangs konnten die Mitglieder nur zwischen mehreren Arbeiten eines Künstlers auswählen. Aufgrund des raschen Wachstums der Griffelkunst wurden Mitglieder ab 1929 je nach Nachnamen einer A- oder B-Reihe zugeteilt. 1930 wurde noch die C-Reihe hinzugefügt. Während zu Beginn der Erwerb von Blättern aus einer anderen als der zugeteilten Reihe ausgeschlossen war, ist dies inzwischen durch die Zahlung einer Tauschgebühr möglich.
Der erste Hamburger Künstler, den Johannes Böse für seine Pläne gewann, war Rudolf Fredderich (1886–1976). Er stellte einige Originale für die Auswahl und Verteilung als Druck an die ersten Mitglieder zur Verfügung. Mit seiner Hilfe konnte Böse mehr geeignete Künstler für die Vereinigung gewinnen, was anfangs sehr mühevoll war. Kurz darauf fand zweimal im Jahr in der Schule eine Wahlausstellung statt, in der sechs bis acht Künstler insgesamt 50 bis 60 Grafiken ausstellte, unter denen hunderte von Mitgliedern ihre Wahl trafen. Neben den Wahlausstellungen fanden Einzelausstellungen oder kleine Gemeinschaftsausstellungen von zwei bis drei Künstlern statt, die dann auch, neben Grafiken, Ölgemälde, Aquarelle, Zeichnungen und Plastiken ausstellten.
1933 hatte die Griffelkunst mehr als 1000 Mitglieder, wuchs kontinuierlich und wurde in die Reichskammer der Bildenden Künste aufgenommen. Johannes Böse trat 1937 in die NSDAP ein.

## Nach 1945
Johannes Böse leitete die Griffelkunst bis zu seinem Tode im Jahre 1955 ehrenamtlich und alleinverantwortlich. Seine Tochter Gerda Böse (1910–1970) führte die Vereinigung bis zu ihrem Ausscheiden im Jahr 1964 weiter, aus der daraufhin ein demokratisch geführter Verein mit Vorstand, Beirat und einem Geschäftsführer wurde.
Noch Mitte der 1960er Jahre blieb die Avantgarde im Editionsprogramm unberücksichtigt. Bekannte Künstler wie Félix Vallotton oder Edvard Munch wurden mit bereits bekannten Motiven oder im Nachlass aufgetauchten Druckstöcken verlegt. Durch die Popularität der Druckgrafik und Produktion von Serien im Zuge der Pop Art, Minimal und Conceptual Art fand auch die Gegenwartskunst Eingang in das Programm der Griffelkunst. Zeitgenössische Positionen sind inzwischen der Hauptbestandteil des Programms. Daneben werden aber auch Fotoarbeiten aus Nachlässen aufwändig reproduziert, zum Beispiel von Paul Citroen, Germaine Krull, László Moholy-Nagy, Man Ray, Dirk Reinartz, Friedrich Seidenstücker, Umbo oder WOLS. Zwar fehlt bei den historischen Fotografien – anders als bei den Editionen – die Signatur. Aber die Abzüge sind zumeist von den Originalnegativen reproduziert und erscheinen in einer aufwändigen Mappe mit Textheft.
Bis April 2000 war der Kunstsammler Carl Vogel im Vorstand der Griffelkunst-Vereinigung. Im Zuge seiner Abwahl wurden Vogel Veruntreuung sowie fehlende Trennung der Vorstandsarbeit von seiner Sammlertätigkeit zum Vorwurf gemacht.
2002 zog die Griffelkunst-Vereinigung in das Gebäude der Schule Seilerstraße nach Hamburg-St. Pauli um. 2024 gab es einen erneuten Umzug des Vereinssitzes in den Hamburger Stadtteil Uhlenhorst.

## Editionen

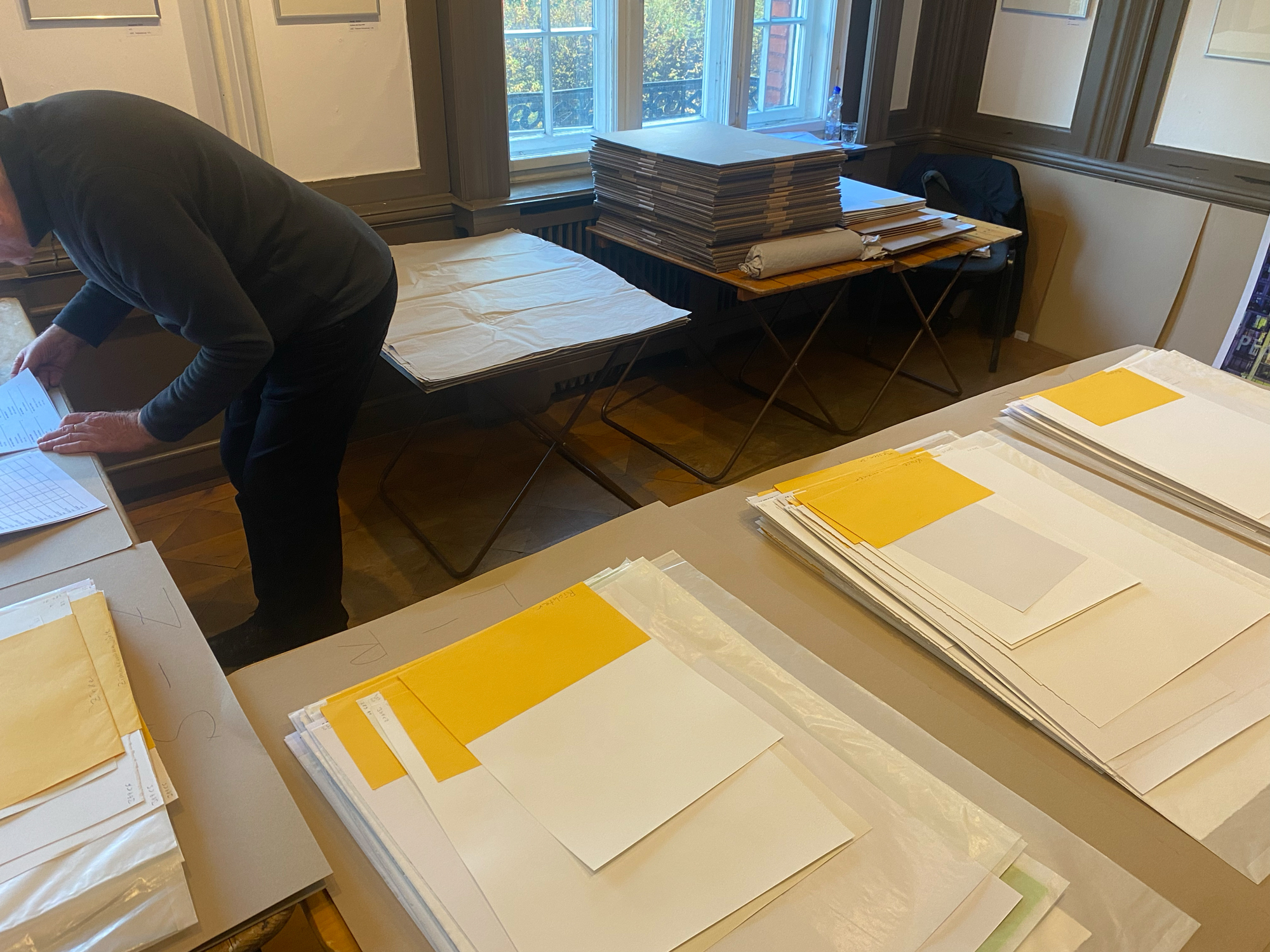
Ausgabe von Editionen der Griffelkunst

Die Griffelkunst verlegt Originalgrafiken und keine Reproduktionen existierender Werke. Der Mitgliedsbeitrag des Vereins ermöglicht den Mitgliedern aus vier signierten Originalgrafiken und historischen Photographien auszuwählen. Weitere Arbeiten können darüber hinaus erworben werden, aber jede pro Mitglied nur einmal.
Die insgesamt vier Wahlen im Jahr finden im Mai und November in zusammengefasst 88 über ganz Deutschland verteilten lokalen Ausstellungsgruppen statt. Insgesamt produzieren pro Wahl drei Künstlern Serien mit bis zu sechs Grafiken, für die zum Teil spezielle Mappen produziert werden. Darüber hinaus gibt es von drei bis fünf Künstlern weitere Einzelblätter zu erwerben, die aber nicht durch den Mitgliedsbeitrag gedeckt sind. In der Projektreihe gibt es seit 2011 außerdem Multiples, Medienkunst und andere aufwendige Produktionen.
Die Auflage einzelner Blätter ergibt sich aus der Anzahl der Bestellungen. Vorher wird ein Mitgliedermagazin mit weiterführenden Informationen verschickt.
Beim Eintritt in die Griffelkunst-Vereinigung gibt jedes neue Mitglied mit seiner Unterschrift eine Ehrenerklärung ab, nicht mit den erworbenen Kunstwerken zu handeln oder deren Verkauf zu veranlassen. Der Vorstand kann bei Missachtung dieser Verpflichtung das Mitglied ausschließen. Bei Zuwiderhandlung droht der Ausschluss. Dies rechtfertigt das Vertrauen bekannter nationaler und internationaler Künstler, die hohen signierten Auflagen zur Verfügung zu stellen. Trotzdem gelangen regelmäßig Edition in die Auktionen und erzielen zum Teil erhebliche Steigerungen des ursprünglichen Kaufpreises.

## Verlegte Künstler (Auswahl)
- Stephan Balkenhol: zuletzt 2015
- Thomas Bayrle: 2022
- Bernd und Hilla Becher: 1971 & 1976
- Joseph Beuys: 1976[19]
- Monica Bonvicini: 2019
- Werner Büttner: zuletzt 1999
- André Butzer: 2023
- Tony Cragg: 1994
- Richard Deacon: 2015 & 2021
- Mark Dion: 2014
- Peter Doig: 2003[20]
- Günther Förg: zuletzt 1993
- Rupprecht Geiger: zuletzt 2003
- Dan Graham: 1989 & 2016
- HAP Grieshaber: 1975
- Nan Goldin: 1996[21]
- Richard Hamilton: 1977
- Karl Horst Hödicke: 2014
- Jenny Holzer: 2012
- Horst Janssen: zuletzt 2013 (posthum)
- Alex Katz: 2002
- Michel Majerus: 2002 (posthum)
- Wolfgang Mattheuer: 1994
- Jonathan Meese: zuletzt 2020
- Olaf Metzel: 1989 & 2004
- Albert Oehlen: 1985
- Helga Paris: 2006
- Sigmar Polke: 1971 & 1989
- Daniel Richter: zuletzt 2019
- Gerhard Richter: 1969[22]
- Thomas Schütte: 1986 & 1988
- Kiki Smith: 1997
- Tal R: zuletzt 2006
- Rosemarie Trockel: 2004
- Jorinde Voigt: 2011
- Wolf Vostell: 1971
- Franz Erhard Walther: zuletzt 2003
- Lawrence Weiner: 2001
- Christopher Wool: 2016

## Kunstförderung
Seit 2014 ermöglicht die Griffelkunst-Vereinigung Künstlern mehrwöchige Arbeitsaufenthalte in den Druckwerkstätten Saalpresse in Bergsdorf sowie Handdruck Loeding & Sturm in Hamburg-Winterhude, mit der bereits seit den 1960er Jahren eine Zusammenarbeit besteht. Dem Gedanken der Kunsterziehung folgend wurde ein Schulprojekt initiiert, bei dem der Verein Schulen eine Mitgliedschaft ermöglicht. Beide Projekte werden durch Spenden der Vereinsmitglieder getragen.
Von 1989 bis 2010 wurde in loser Reihenfolge ein Graphikpreis ausgelobt.

## Publikationen
Neben dem mehrbändigen und fortlaufenden Verzeichnis der eigenen Editionen publizierte die Griffelkunst-Vereinigung auch Werkverzeichnisse von Horst Janssen, WOLS und Stephan Balkenhol. Eine Portfolio-Heftreihe begleitete von 2011 bis 2019 die Ausstellungen in den Hamburger Vereinsräumen.
Manche Druckserien werden durch zusätzliche Künstlerbücher ergänzt.